# فاصله‌ها
فاصله‌ها یک مجموعه تلویزیونی ایرانی به کارگردانی حسین سهیلی‌زاده است که در سال ۱۳۸۹ از شبکهٔ سه سیما پخش شده‌ است. این مجموعه به تهیه‌کنندگی محمدرضا شفیعی از شنبه تا پنجشنبه در ۳۷ قسمت ۵۰ دقیقه‌ای پخش شده‌ است.

## داستان
محسن کریمی (دانیال حکیمی) که فردی مذهبی است، متوجه اختلافات و فاصله میان نگاه خود با پسرش سعید (شاهرخ استخری) می‌شود. مدتی بعد، سعید در تصادفی به همراه دختری ناشناس و دوستش ساسان (نیما شاهرخ‌شاهی) حضور دارد. این موضوع اختلافات میان پدر و پسر را بیشتر می‌کند. در ضمن پدر سعید با لیلا مشیر (فاطمه گودرزی) که سابقاً با نامزد بود برخورد می‌کند و تلاش می‌نماید تا مشکلات زندگی وی را حل کند.

## بازیگران
| بازیگر         | نقش            | توضیحات                                            |
| -------------- | -------------- | -------------------------------------------------- |
| دانیال حکیمی   | محسن کریمی     | پدر سعید و وحید ، نامزد سابق لیلا                  |
| فاطمه گودرزی   | لیلا مشیر      | نامزد سابق محسن                                    |
| شاهرخ استخری   | سعید کریمی     | پسر بزرگ محسن ، دوست پسر بیتا                      |
| بهاره افشاری   | بیتا رحیمی     | دوست دختر سعید                                     |
| حسن جوهرچی     | فرهاد کیان     | همسر مرضیه ، شوهر خواهر محسن                       |
| مریم کاویانی   | مرضیه کریمی    | خواهر محسن                                         |
| رضا توکلی      | رضا کریمی      | عموی سعید ، برادر محسن                             |
| نیما شاهرخ‌شاهی | ساسان کیان     | دوست سعید                                          |
| شهرام عبدلی    | مهران رجبیان   | دوست فرهاد ، همسر صبا ، پدر هستی                   |
| پندار اکبری    | نیما کیان      | پسر عمه سعید                                       |
| ارسلان قاسمی   | وحید کریمی     | برادر سعید ، پسر کوچک محسن                         |
| حمید شریف‌زاده  | علی صبوری      | دوست و همکلاسی سعید ، همسر ریحانه ، دختر عموی سعید |
| سوگل طهماسبی   | ریحانه کریمی   | دختر عموی سعید                                     |
| روشنک گرامی    | زهره           | همسر نیما ، عروس مرضیه                             |
| آزاده مهدی‌زاده | شیدا زمانی     | نامزد ساسان ، همکار بوتیک ساسان                    |
| محمد حمزه‌ای    | یاور           | دوست سعید که در رستوران خانم مشیر کار می کند       |
| الناز حبیبی    | صبا مشیر       | دختر لیلا ، همسر سابق مهران ، مادر هستی            |
| حمیدرضا محمدی  | بهروز رحیمی    |                                                    |
| مریم معصومی    | مونا           | عروس خانواده                                       |
| فریبا طالبی    | شهره زمانی     | دوست شیدا                                          |
| نیکا خسروآبادی | نغمه           |                                                    |
| نوبر قنبریان   | مادر علی صبوری |                                                    |
| پروین ملکی     | پیرزن          | صاحب‌خانه صبا                                       |

## جوایز و نامزدها
| ۱۳۹۰ | دوازدهمین جشن حافظ |                                 |              |          |       |
| ۱۳۹۰ | دوازدهمین جشن حافظ | بهترین بازیگر زن درام تلویزیونی | بهاره افشاری | نامزدشده | [ ۴ ] |
| ۱۳۹۰ | دوازدهمین جشن حافظ | بهترین خواننده ترانه تیتراژ     | علی لهراسبی  | نامزدشده |       |